# Patrick John
Pour les articles homonymes, voir John.
 (novembre 2018).
Si vous disposez d'ouvrages ou d'articles de référence ou si vous connaissez des sites web de qualité traitant du thème abordé ici, merci de compléter l'article en donnant les références utiles à sa vérifiabilité et en les liant à la section « Notes et références ».
Patrick John, né le 7 janvier 1938 à Roseau et mort le 5 juillet 2021 dans la même ville, est un homme d'État dominiquais, Premier ministre de 1974 à 1979.

## Biographie
Patrick John est né à Roseau le 7 janvier 1938. il suit ses études en Dominique et travaille ensuite comme employé dans une société d'import-export puis s'investit dans la constitution du Water front and Allied Workers Union (WAWU). En 1965, sa popularité lui permet d'être élu maire de Roseau. En 1970, il participe aux élections générales sous les couleurs du Parti travailliste de la Dominique (DLP) et gagne le siège de Roseau. Il devient alors ministre dans le gouvernement d'Edward Oliver LeBlanc chargé des Communications, des Travaux, des Affaires intérieures, de l'Agriculture et des Finances. 
En juillet 1974, il prend la direction du DLP à la suite de Le Blanc et devient Premier de Dominique. En novembre 1974, sous son impulsion, le Parlement de dominique vote le Dread Act, une loi bannissant les Dreads, un groupe de Rastafaris dominiquais, ayant pour but de se rallier les populations des campagnes, les Rastafaris présents en Dominique sont alors persécutés. Il prépare aussi le DLP pour les élections générales de 1975 et les remporte avec 16 élus sur 21. 
Le 29 août 1976, il présente l'idée d'indépendance à la nation lors d'un meeting à Salisbury et signe la Déclaration de Salisbury qui revendique une pleine indépendance de la Dominique. Le 3 novembre 1978, la Dominique devient complètement indépendante et Patrick John devient le premier Prime Minister of Dominica. Face à l’agitation sociale, Patrick John déclare à plusieurs reprises l'État-d'urgence et développe les Forces de défenses dominiquaises dont il devient colonel. Il affronte aussi violemment le Parti de la liberté de Dominique et sa leader, Eugenia Charles. 
Le 29 mai 1979, les Forces de défenses dominiquaises tirent sur des manifestants devant le siège du parlement, plusieurs sont blessés et un jeune tué. Des représentants de la société civile réunis dans Comité pour le salut national demande la démission du gouvernement. Les manifestations massives pousse Patrick John a démissionné le 25 juin 1979, il est remplacé par Oliver Seraphin qui avait été son Ministre de l'Agriculture.
En 1980, Patrick John perd son siège et le Parti de la liberté de Dominique gagne les élections avec Eugenia Charles comme Prime Minister of Dominica. Patrick John avec l'aide d'anciens membres des Forces de défenses dominiquaises et le soutien de membres du Ku Klux Klan tente un coup d'état contre Eugenia Charles en montant l'Opération Red Dog. Le complot est découvert et Patrick John est condamné à douze ans de prison.
Après sa sortie de prison, Patrick John s'investit dans la Fédération de Dominique de football (DFA) dont il devient le président en 1992. Sous sa présidence la DFA s'affilie à la FIFA. Élus à plusieurs reprises président de la DFA et membre de la direction de la Concacaf. En 2011, il est cependant exclu de la FIFA pour avoir été impliqué dans les allégations de corruption dont fut suspecté Mohammed Bin Hammam. Il s'est depuis retiré de la vie publique.